# Lonnerstadt
Lonnerstadt település Németországban, azon belül Bajorországban. Lakosainak száma 2087 fő (2023. december 31.).

## Népesség
A település népessége az elmúlt években az alábbi módon változott:
| Lakosok száma | 904  | 1104 | 1171 | 1608 | 1994 | 1976 | 2010 | 2013 | 2111 | 2087 |
|               | 1875 | 1950 | 1975 | 1987 | 2012 | 2014 | 2016 | 2017 | 2021 | 2023 |